# Regionalwahl in der Toskana 2005
Die Regionalwahl in der Toskana 2005 fand am 3. und 4. April statt; der Regionalrat und der Präsident der Region wurden gleichzeitig gewählt.

## Wahlergebnis
| Kandidaten                                   | Kandidaten             | Stimmen   | %    | Listen                                                     | Stimmen   | %    | Mandate |
| -------------------------------------------- | ---------------------- | --------- | ---- | ---------------------------------------------------------- | --------- | ---- | ------- |
|                                              | Claudio Martinigewählt | 1.185.374 | 57,4 | Uniti nell'Ulivo                                           | 880.876   | 48,8 | 33      |
| Partito dei Comunisti Italiani               | Claudio Martinigewählt | 1.185.374 | 57,4 | 77.126                                                     | 4,3       | 3    |         |
| Federazione dei Verdi                        | Claudio Martinigewählt | 1.185.374 | 57,4 | 50.235                                                     | 2,8       | 2    |         |
| Italia dei Valori                            | Claudio Martinigewählt | 1.185.374 | 57,4 | 15.879                                                     | 0,9       | –    |         |
| ↳ Gesamt                                     | Claudio Martinigewählt | 1.185.374 | 57,4 | 1.024.116                                                  | 56,7      | 38   |         |
|                                              | Alessandro Antichi     | 678.491   | 32,8 | Forza Italia                                               | 310.427   | 17,2 | 10      |
| Alleanza Nazionale                           | Alessandro Antichi     | 678.491   | 32,8 | 196.478                                                    | 10,9      | 7    |         |
| Unione dei Democratici Cristiani e di Centro | Alessandro Antichi     | 678.491   | 32,8 | 66.186                                                     | 3,7       | 3    |         |
| Lega Nord                                    | Alessandro Antichi     | 678.491   | 32,8 | 22.884                                                     | 1,3       | –    |         |
| ↳ Gesamt                                     | Alessandro Antichi     | 678.491   | 32,8 | 595.975                                                    | 33,0      | 20   |         |
|                                              | Luca Ciabatti          | 151.560   | 7,3  | Partito della Rifondazione Comunista                       | 148.103   | 8,2  | 5       |
|                                              | Renzo Macelloni        | 30.062    | 1,5  | Socialisti e Laici (Nuovo PSI – PRI – PLI – Liste civiche) | 23.379    | 1,3  | –       |
|                                              | Marzio Gozzoli         | 20.845    | 1,0  | Alternativa Sociale                                        | 14.651    | 0,8  | –       |
| Gesamt                                       | Gesamt                 | 2.066.332 | 100  |                                                            | 1.806.214 | 100  | 63      |